# Santiago Tepeticpac
Santiago Tepeticpac är en ort i Mexiko.   Den ligger i kommunen Totolac och delstaten Tlaxcala, i den sydöstra delen av landet, 90 km öster om huvudstaden Mexico City. Santiago Tepeticpac ligger 2 248 meter över havet och antalet invånare är 1 512.
Terrängen runt Santiago Tepeticpac är kuperad åt nordväst, men åt sydost är den platt. Santiago Tepeticpac ligger nere i en dal. Runt Santiago Tepeticpac är det mycket tätbefolkat, med 1 463 invånare per kvadratkilometer. Närmaste större samhälle är Tlaxcala de Xicohtencatl, 3,3 km sydost om Santiago Tepeticpac. Trakten runt Santiago Tepeticpac består till största delen av jordbruksmark.